# Oliarus incompleta
Oliarus incompleta är en insektsart som beskrevs av Van Stalle 1983. Oliarus incompleta ingår i släktet Oliarus och familjen kilstritar. Inga underarter finns listade i Catalogue of Life.